# Stenus lugens
Stenus lugens är en skalbaggsart som beskrevs av Thomas Casey. Stenus lugens ingår i släktet Stenus och familjen kortvingar. Inga underarter finns listade i Catalogue of Life.